# Hume (Ausztráliai fővárosi terület)

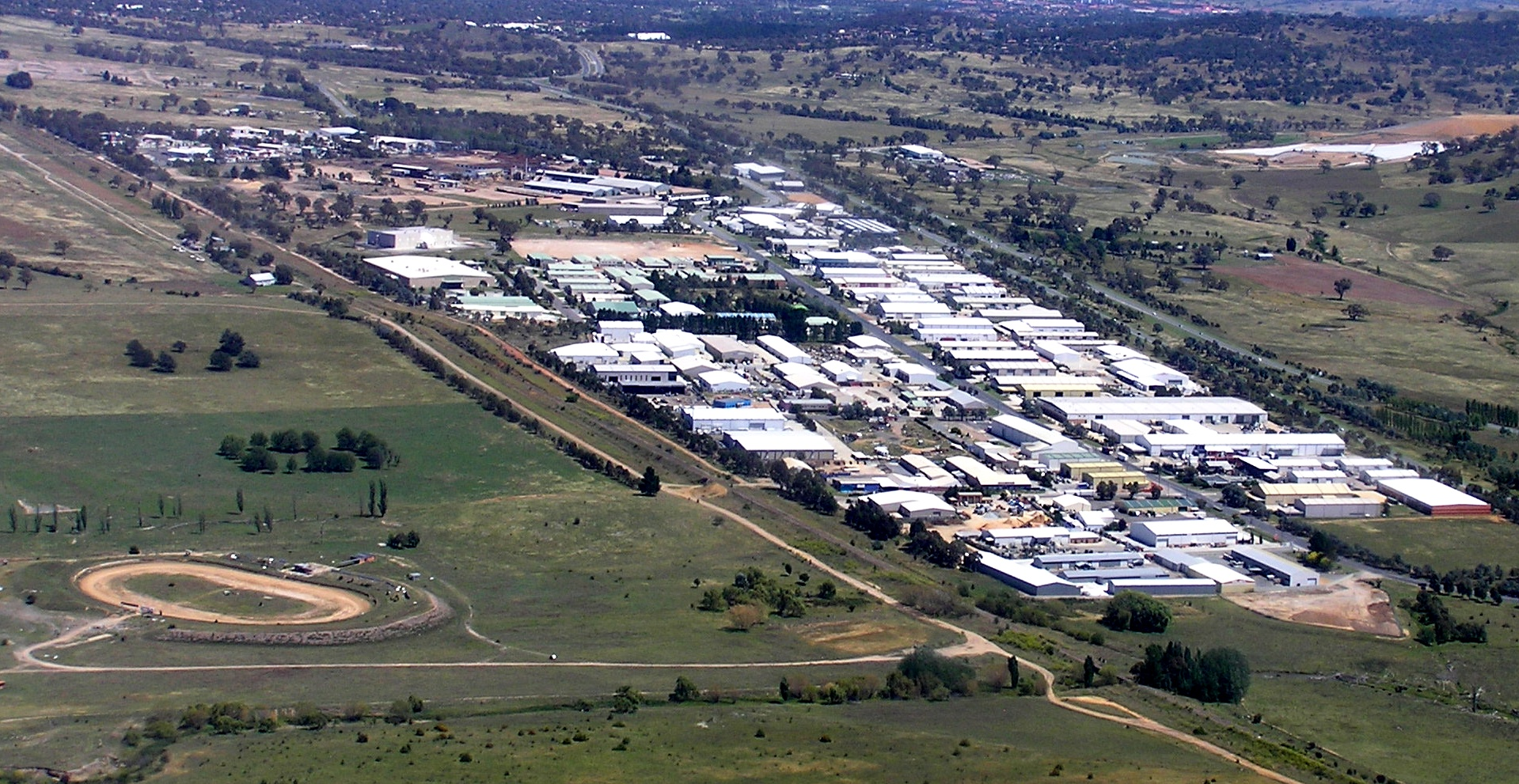
Légifotó a településről

Hume a főváros, Canberra egyik elővárosa Tuggeranong kerületben. A 2006-os népszámlálás alapján mindössze 6 fő lakik itt. (2006 census) 
Hume városa Hamilton Hume felfedezőről kapta a nevét. A külváros utcáit az ausztrál ipar és üzleti élet kiemelkedő alakjairól nevezték el. Hume egy könnyűipari település, ahol a lakóingatlanok száma igen csekély.

## Földrajza
A Deakin vulkán sziluri időszakból maradt zöldesszürke riodácit rétegei lelhetőek fel ezen a területen.  Ezen kívül még találhatunk különböző színű és árnyalatú tufákat és homokkövet.

## Fordítás
Ez a szócikk részben vagy egészben  a   Hume, Australian Capital Territory című angol Wikipédia-szócikk ezen változatának fordításán alapul.  Az eredeti cikk szerkesztőit annak laptörténete sorolja fel. Ez a jelzés csupán a megfogalmazás eredetét és a szerzői jogokat jelzi, nem szolgál a cikkben szereplő információk forrásmegjelöléseként.